# Arne Hovde
Arne Hovde (28. august 1914 i Vikersund – 12. april 1936) var en norsk skihopper, der konkurrerede i begyndelsen af 1930'erne.

## Medaljer
- Ski-VM 1934 – sølv i normalbakke